# 서맨사 라일리
서맨사 리넷 라일리(Samantha Linette Riley, 1972년 11월 13일 ~ )은 평영을 주종목으로 활약한 오스트레일리아의 수영 선수이다. 1992년과 1996년 하계 올림픽에 참가하여 세 개의 메달을 획득했다.
어보리진으로 퀸즐랜드주 브리즈번에서 태어난 라일리는 어린 시절에 천식을 싸우는 목적으로 수영을 시작하여 학생으로서 1991년 퍼스에서 열린 세계 선수권을 위한 오스트레일리아 팀에 돌파하여 혼계영에서 은메달을 땄다. 이듬해 바르셀로나 올림픽에서 200m 평영에 나간 것을 물론, 100m 평영에서 동메달을 땄다.
1994년 빅토리아에서 열린 코먼웰스 게임에서 평영의 양종목을 우승하고, 같은 해에 로마에서 열린 세계 수상 선수권 대회에서도 그 2개의 타이틀을 되풀이하였다. 거기서 100m 종목에서는 세계 기록 1분 07.67초를 세웠다. 이로 인하여 스위밍 월드 잡지에 의하여 "올해의 여성 세계 수영 선수"로 선정되었다.
1995년에 라일리는 모든 타이틀을 지속적으로 휩쓸었으나 도핑 논쟁의 어둠 아래 애틀랜타 올림픽에 도착하였다. 도핑 시험에서 떨어지고 자시의 코치 스콧 볼커가 그녀에게 금지 물질이 함유된 두통약을 주는 데 허락된 후에만 무고함에 밝혀졌다. 논쟁의 압박 아래, 라일리는 금메달을 따는 데 충분한 자신의 최고 시간 밖으로 활약을 잘 하였다. 100m 평영에서 동메달을 따고, 400m 혼계영에서 니콜 스티븐슨, 수지 오닐, 사라 라이언과 함께 은메달을 획득하기도 하였다.
라일리는 세계 수준에서 개인적으로 다시는 시상대에 서지 않았으나 국내 팀에서 자신의 지위에 유지되었다. 2000년 시드니 올림픽을 위한 선발 시합에서 자신의 신장 감염으로 훈련에 실패하여 팀에 선발되는 데 14세의 리즐 존스에게 밀려나고 말았다. 눈물을 흘리면서 수영장을 떠난 그녀는 즉시 은퇴하였다. 시드니의 외곽 뷰몬트 힐즈에 있는 주요 간선 도로 서맨사 라일리 드라이브는 그녀의 이름을 땄다.

## 같이 보기
- 올림픽 수영 여자 메달리스트 목록
- 수영 평영 100m 세계 기록 추이
- 수영 평영 200m 세계 기록 추이